# Depresión (economía)
En economía, una depresión es una forma de describir una crisis económica que consiste en una gran disminución sostenida de producción y consumo, acompañada por altas tasas de desempleo y de quiebras empresariales. Es considerada como una forma extraña y extrema de recesión. Una depresión se caracteriza por un incremento anormal del desempleo, la restricción del crédito, reducción de la producción y de la inversión, varias quiebras, montos reducidos de comercio, así como fluctuaciones de tipos de cambio monetarios altamente volátiles que, en su mayor parte, constituyen devaluaciones. La deflación o la hiperinflación son también elementos comunes de una depresión.
Se diferencia de una recesión en que ésta solo es una desaceleración normal y pasajera del ciclo económico, mientras que una depresión es el punto más bajo del ciclo económico. El ejemplo más conocido es la Gran Depresión de los años 1930 que afectó a todos los países occidentales y que fue particularmente severa en Estados Unidos.

## Definición
En Estados Unidos, el National Bureau of Economic Research determina las contracciones y expansiones en el ciclo económico, pero no declara depresiones.  Generalmente, los períodos etiquetados como depresiones están marcados por una escasez sustancial y sostenida de la habilidad para comprar bienes con respecto al monto que podría ser producido usando los recursos y la tecnología disponible (producción potencial).
La teoría económica que se concentra en períodos de inflación, deflación y depresiones es conocida como ciclo Kondratieff también conocido como Onda de Kondrátiev. Otra definición propuesta para depresión incluye dos características necesarias: 1) un declive del PIB mayor del 10 %; y 2) una recesión que dure tres o más años.
En general, casi todas las teorías económicas consideran que las depresiones son consecuencia de una caída de la demanda que va acompañada de una disminución de la inversión y de los salarios, lo cual reduce la capacidad adquisitiva y, por tanto, el nivel de consumo. Así, el keynesianismo trata de explicar las condiciones que hacen posible y prolongan las depresiones; mientras que el marxismo considera que las depresiones son una muestra patente de las debilidades del capitalismo.

## Ejemplos de depresiones

### Pánico de 1837
El pánico de 1837 fue una crisis financiera en Estados Unidos que se debió a una especulación en el mercado de bienes raíces. La burbuja especulativa estalló el 10 de mayo de 1837 en Nueva York, cuando todos los bancos dejaron de pagar en monedas de oro y plata. El pánico fue seguido por una depresión de cinco años que incluyó la quiebra de varios bancos.

### Larga Depresión
La Larga Depresión, conocida en la época como la "Gran Depresión", duró desde 1873 hasta 1896. Afectó a gran parte del mundo y fue contemporánea con la Segunda Revolución Industrial.

### Gran Depresión
La depresión más conocida es la Gran Depresión que afectó a la mayoría de los países industrializados del mundo en los años 1930. La depresión se inició con el Crac del 29 y la crisis se propagó rápidamente a otras economías. Entre los años 1929 y 1933, el PIB estadounidense descendió un 33 % y las tasas de desempleo llegaron al 25 %.

### Gran Recesión
La Gran Recesión es la mayor crisis económica mundial, comenzó en el año 2008, originada en los Estados Unidos y provocada por los fallos en la regulación económica, la gran cantidad de delitos cometidos por los bancos, la sobrevalorización de productos financieros, la crisis crediticia, hipotecaria y de confianza en los mercados.